# Prochladnyj
Prochladnyj (ryska Прохла́дный) är en stad i Kabardinien-Balkarien i Ryssland. Staden har en yta på 21,39 km2, och den hade 58 182 invånare år 2015.